# وی‌دی‌ال برخوف
وی‌دی‌ال برخوف (انگلیسی: VDL Berkhof) شرکت خودروسازی هلندی است، که در سال ۱۹۷۰ تأسیس شد.